# Anastasios Bakasetas
Anastasios "Tasos" Bakasetas (grekiska: Αναστάσιος "Τάσος" Μπακασέτας), född 28 juni 1993 i Korinth, är en grekisk fotbollsspelare som spelar för Panathinaikos. Han representerar även det grekiska landslaget som lagkapten.

## Klubbkarriär
Den 30 januari 2021 värvades Bakasetas till Trabzonspor, där han skrev på ett 3,5-årskontrakt. Den 22 januari 2024 värvades Bakasetas av Panathinaikos, där han skrev på ett 3,5-årskontrakt.

## Landslagskarriär
Bakasetas har tidigare representerat Grekland på ungdomsnivå, han blev uttagen till det grekiska u-19-landslag som deltog vid U19-EM 2011.
Den 4 juni 2016 debuterade Bakasetas för det grekiska landslaget i en 2-1-förlust mot Australien, där han blev inbytt i den 46:e minuten mot Dimitris Diamantakos.

## Meriter
AEK Aten
- Grekiska superligan: 2017/18

 Alanyaspor
- Turkiska cupen: Tvåa 2019/20